# Iglesia de Santo Domingo de Silos de Ruesca

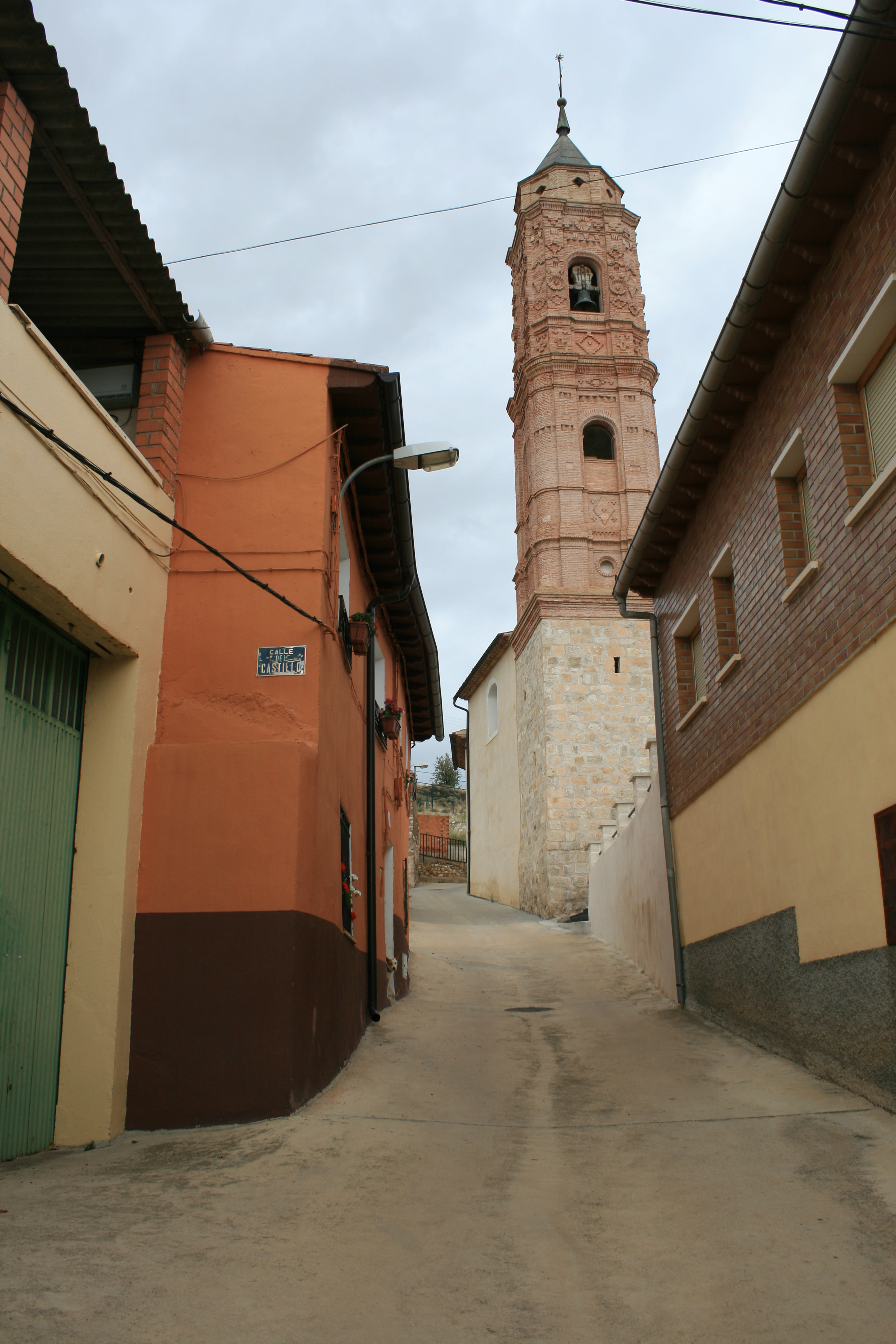
Iglesia de Santo Domingo de Ruesca en Zaragoza

La Iglesia de Santo Domingo de Silos de Ruesca es una obra mudéjar de estilo Barroco, del siglo XVII ubicada en la localidad de Ruesca, en la provincia de Zaragoza. El templo se muestra con una cabecera: semicircular, capillas laterales entre los contrafuertes y coro alto en la parte inferior. Aunque se trata de una parroquia de estilo barroco se le incluyen decorativos mudéjares en ladrillo.